# 直肠

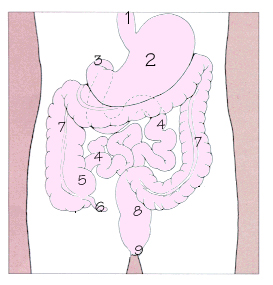

1.升结肠 2.横结肠 3.降结肠 4.乙狀结肠 5.直肠

直肠（古稱廣腸），是人的消化系统的一部分，是肠的最后一部分，位于肛门的前面，其作用是积累粪便。当直肠中的粪便积累到一定程度后就会向大脑通知这个状态，以便排便。

## 解剖学
直肠约长15至30公分，其中最下面的4公分已经属于肛门了。这部分与上面的直肠之间的区分仅在于其位置：肛门部分深入骨盆底。

### 位置
直肠位于小腹，膀胱、前列腺（男性）、子宫和阴道（女性）之后，骶骨之前。

### 结构
直肠的末端由内外两层括约肌组成。内括约肌由平滑肌组成，因此不受中枢神经控制，外括约肌由骨骼肌组成，可以受意识支配地收缩或者扩张，对排便有重要作用。直肠周圈还有一层耻骨直肠肌。

### 功能
直肠与大肠的基本功能在于回收粪便中的水份。直肠还有在排便之前收集粪便的功能。
肛交